# Psammétique Ier
Pour les articles homonymes, voir Psammétique.
Psammétique Ier Ouahibrê (Grec : Ψαμμήτιχος, Psammêtichôs) est un pharaon de la XXVIe dynastie ayant régné de 664 à 610 avant l'ère commune. Il est l'un des rois égyptiens les plus importants du dernier millénaire avant l'ère commune en réussissant, vers 655 AEC, à réunifier l'Égypte après près de quatre cents ans de divisions et de conflits incessants. Sous son règne ont lieu d'importantes réformes administratives, un retour marqué du pays sur la scène internationale et le début de l'ouverture au monde grec, qui ne cessera de croître par la suite. Psammétique Ier va ainsi servir de modèle à la plupart des rois égyptiens postérieurs, marquant ainsi clairement le début de la dernière période de l'histoire égyptienne avant la domination grecque.

## Généalogie
Psammétique Ier est le fils du roi de Saïs Nékao Ier. Sa mère se nommait peut-être Isetemkhebyt.
Psammétique Ier épouse, probablement dès le début de son règne, une dame d'Héliopolis nommée Méhytemousekhet et fille du grand prêtre de Rê Horsaïset. Seuls trois enfants sont connus :
- Nékao II, successeur de Psammétique Ier sur le trône d'Égypte[7],
- Nitocris Ire, divine adoratrice d'Amon à Thèbes[7],
- Mérytneith, connue uniquement par un ex-voto qu'elle dédicaça en l'an 38 au sage divinisé Amenhotep, fils de Hapou[7].

## Prince de Saïs
Son père, Nékao Ier, était le roi de Saïs d'une Égypte divisée et soumise successivement aux Koushites de Taharqa de la XXVe dynastie et aux Assyriens d'Assurbanipal. À la suite du départ des Assyriens après une campagne en 667/666 AEC, les roitelets et chefs du Nord, soutenus par Taharqa, créèrent des troubles et se révoltèrent face au pouvoir assyrien en chassant les fonctionnaires assyriens laissés sur place par Assurbanipal. Les Assyriens réprimèrent sévèrement ces révoltes et plusieurs de ces chefs et roitelets finirent déportés à Ninive. Assurbanipal choisit Nékao Ier, malgré sa participation aux troubles, comme représentant des roitelets et chefs du Delta dans le but de faciliter le contrôle de cette région à travers un intermédiaire, Nékao, plutôt qu'une multitude d'interlocuteurs. De plus, son fils, le futur roi Psammétique Ier, est installé comme prince à Athribis, après que son prédécesseur Bakennefy a été déporté en Assyrie à la suite de la répression susmentionnée.
En 664 AEC, Taharqa, toujours réfugié à Napata, meurt et son cousin, Tanoutamon, lui succède. Ce dernier, dès cette année d'accession au trône, reprend la conquête du Nord de l'Égypte. C'est lors de cette conquête que Nékao est tué par les Koushites tandis que son fils Psammétique Ier se réfugie chez les Assyriens. Ces derniers réagissent la même année et chassent définitivement les Koushites d'Égypte, mettant fin ainsi à la XXVe dynastie.

## Règne

### Première moitié du règne et réunification égyptienne
Le début du règne de Psammétique est donc difficile, étant réfugié chez les Assyriens. Ces derniers l'installent peu de temps après sur le trône de Saïs dès le début de l'année 663 AEC, mais Psammétique commence le décompte de ses années de règne à la mort de son père Nékao Ier en fin d'année 664 AEC. Psammétique commence alors à unifier le delta du Nil. Les détails de cette unification sont inconnus, la déportation à Ninive en 666 AEC de plusieurs dirigeants, dont le roitelet tanite Pétoubastis, ayant sans doute facilité cette unification. Certains de ces dirigeants se soumettent au roi saïte, dont Pmouï de Busiris, qui nomma d'ailleurs l'un de ses propres fils Psammétique et se qualifia de « son loué et aimé » (c'est-à-dire loué et aimé de Psammétique), ainsi qu'Akanosh de Sebennytos, déjà allié de Nékao Ier, qui est maintenu à la tête de la ville en tant que gouverneur. La dernière attestation d'un chef local est Padikhonsou de Pharbaethos, attesté en l'an 8 sur une stèle de donation et qualifié de « prince, gouverneur, grand chef et commandant », mais le roi Psammétique tient bien son rang de roi sur la stèle, étant d'ailleurs représenté sur le cintre, Padikhonsou n'étant quant à lui que mentionné. Les autres villes du delta se voient quant à elle gouverner par des fonctionnaires nommés par Psammétique, comme Ousirnakht à Léontopolis et Padihormédénou à Bubastis, deux anciennes capitales de la Troisième Période intermédiaire. 
Si aucune résistance n'est mentionnée dans les sources égyptienne, elles ont dû avoir lieu et la prise du pouvoir sur l'ensemble de la Basse Égypte par Psammétique ne semble pas avoir été aussi évident. En effet, le soutien de mercenaires cariens et ioniens est mentionné par les sources grecques, mercenaires qui ont laissé des traces de leur passage en Égypte. D'ailleurs, selon Hérodote, c'est un oracle qui aurait décidé que le vainqueur serait celui qui serait aidé par les « hommes de bronze » venus de la mer. Strabon indique également que Psammétique a vaincu un certain Inarôs qui était probablement le prince d'Athribis Inarôs Ier avec l'aide de mercenaires milésiens. Enfin, Gygès de Lydie envoya des soldats pour soutenir Psammétique entre 662 et 658 AEC. Cette aide égéenne n'est que le début d'une présence continue jusqu'à l'époque romaine.
Au tournant de l'an 9, la mainmise de Psammétique sur le delta est assurée et ce dernier se tourne alors vers la valllé du Nil encore soumise, nominalement à tout le moins, aux Koushites, comme l'atteste une stèle de donation de l'an 8 de Tanoutamon retrouvée à Thèbes. Psammétique prend d'abord le contrôle d'Héracléopolis, ville stratégique de Moyenne-Égypte, proche du Fayoum, carrefour des flux caravaniers et fluviaux. Son dirigeant est alors soumis, et n'est plus attesté par la suite et est réduit àdes fonctions de police.
Quant à Thèbes, elle était connue pour avoir un certain nombre de partisans des Koushites parmi l'élite, particulièrement le grand prêtre d'Amon Horkhébyt, petit-fils du roi Koushite Chabaka, mais aussi le troisième prophète d'Amon Padiamonnebnésoutaouy et le quatrième prophète d'Amon et gouverneur de Thèbes Moutouemhat, tous deux époux de princesses Koushites. La mainmise sur cette région par Psammétique est toutefois assurée dès cette année 9, comme le montre une importante stèle retrouvée à Karnak et datée de cette année-ci : sa fille Nitocris Ire est nommée héritière de la divine adoratrice d'Amon Chepenoupet II, alors que la fille de Taharqa, Amenardis II, est déjà héritière de cette charge, bien que Psammétique préserve officiellement les droits de cette dernière. Cependant, à la mort de Chepenoupet II, c'est bien Nitocris Ire et non Amenardis II qui lui succède, vers l'an 26 du règne. La stèle indique par ailleurs que la princesse Nitocris Ire était accompagnée d'une grande flotte menée par le général Samtoutefnakht d'Héracléopolis, fils de Padiaset. Un papyrus oraculaire daté de l'an 14 indique que les notables thébains sont soit toujours en place, soit remplacés par leur fils, ce qui indique que Psammétique n'a pas bouleversé l'ordre thébain lors de la mainmise sur cette région. Au tournant de l'an 9, c'est donc une reprise en main de la région à la fois diplomatique (élite conservée et droits d'Amenardis II préservés) mais aussi une démonstration de force par la nomination de Nitocris Ire en tant qu'héritière de la divine adoratrice d'Amon Chepenoupet II, cette dernière ayant été accompagnée par une importante flotte.
Aux alentours des ans 10 et 11, le roi engagea une campagne dans une zone allant des franges occidentales du delta au Fayoum, comme l'atteste une stèle de Saqqarah-Sud. Le conflit s'est peut-être d'ailleurs étendu à la pointe occidentale du delta où, selon Diodore, Psammétique aurait poursuivi ses opposants avant de les battre à nouveau à Momemphis. Cependant, en l'état de ce témoignage, il est difficile de faire la différence entre les tribus libyennes venant de l'extérieur et celles déjà installées, parfois depuis très longtemps, dans la vallée du Nil et qui auraient pu se révolter contre le pouvoir pharaonique.
Vers l'an 26, à la mort de Chepenoupet II, c'est donc Nitocris Ire qui lui succède, tandis qu'Amenardis II avait déjà probablement été renvoyée dans son pays d'origine, sans jamais devenir la divine adoratrice d'Amon. Parallèlement à la mise à l'écart de la princesse koushite, le pouvoir saïte envoya des fonctionnaires à Thèbes acquis à la cause saïte, dont le général Djedptahiouefânkh qui, après avoir participé à des campagnes militaires à la tête de contingents étrangers, joua probablement un rôle majeur dans le contrôle de Thèbes par les armées de Psammétique. Un certain Nesnaïsout, après une longue carrière de gouverneur de villes, finit « observateur » à Thèbes puis bouverneur à Edfou. Les grands intendants de la divine adoratrice Nitocris Ire sont également de fervent partisan du camp saïte : Ibi, puis Pabasa et enfin Padihorresnet qui continua sa charge sous le règne de Nékao II. Si le camp saïte est bien représenté par certains fonctionnaires et l'entourage de Nitocris Ire, la présence royale n'est attestée que marginalement, notamment dans les inscriptions nilométriques des ans 10, 11, 17 et 19.
Concernant les relations extérieures entre l'an 9 et le milieu du règne, notamment avec la Nubie et l'Assyrie, elles ne sont pas claires mais ne semblent pas indiquer de rapports conflictuels. Le roi semble avoir en effet effectué une expédition au sud, vers la Nubie, à en croire une représentation sur des blocs du temple de Mout à Karnak. Cette expédition avait été menée par le général Samtoutefnakht, déjà mentionné précédemment et a rapporté des produits (ocre, fruits de palmier) qui ne correspondent pas vraiment à un butin de guerre. Quant à l'Assyrie, l'Égypte s'en était émancipée, ce qui a mené à un certain mécontentement d'Assurbanipal. L'Égypte n'est d'ailleurs plus mentionnée comme une province assyrienne dès 639 AEC (soit l'an 26 de Psammétique). Cependant, l'émancipation égyptienne ne signifie pas un renversement d'alliance, puisque, d'une part, aucune coalition anti-assyrienne n'est mise en place dans les années qui suivent, et que, d'autre part, la position égyptienne d'allié de Ninine dans l'avant-dernière décennie du VIIe siècle AEC est bien attesté.
Grâce à cette réunification égyptienne accompagnée d'une sécurisation du pays à la fois intérieure et extérieure, Psammétique a pu engager une réforme en profondeur de l'administration. Il nomma donc des fonctionnaires fidèles dans les différentes villes qu'il pouvait déplacer de ville en ville au gré des besoins, évitant par ailleurs la création de dynasties locales. Les provinces ont également été redécoupées, permettant un maillage plus étroit du territoire. Cette réorganisation territoriale est accompagnée d'une réforme des services centraux : le vizir du Sud perd une partie de ses fonctions dès la moitié du règne, tandis que les fonctions judiciaires dans le delta sont confiées à une multitude de vizirs, ces vizirs avaient donc des fonctions bien plus réduites que ceux du Nouvel Empire. Psammétique fait de Memphis sa capitale et réorganise l’administration. Il nomme deux gouverneurs à Héracléopolis en Moyenne-Égypte et à Edfou en Haute-Égypte.

### Relations internationales dans la seconde moitié du règne
Lors de la seconde moitié du règne, l'Égypte devient active sur le plan internationale, que ce soit au Proche-Orient ou en Nubie. Le règne de Psammétique marque un tournant, que ce soit dans le rapport de l'Égypte avec le Proche-Orient ou la configuration politique de cette région. Le roi s'était contenté de mettre en place un glacis à sa frontière orientale, puisque c'est par là que sont venues de nombreuses invasions dans les décennies précédentes et c'est peut-être pour cette raison qu'il prit Ashdod en l'an 28. Mais dès la décennie 630-620 AEC, la situation évolua fortement avec le retrait de l'Assyrie en Syrie et en Palestine, conséquence des guerres fratricides entre les fils d'Assurbanipal, Assur-etil-ilâni et Sîn-shar-ishkun. L'Assyrie est par ailleurs menacée par le royaume babylonien de Nabopolassar et celui des Mèdes de Cyaxare, ainsi que par des raids de Cimmériens et de Scythes. 
L'Égypte profite donc de l'occasion pour s'installer plus durablement et plus profondément dans le couloir levantin. Psammétique fait d'ailleurs face au roi judéen Josias qui profitait de la retraite assyrienne pour appliquer une politique d'expansion vers le nord. Psammétique prend toutefois le contrôle de la via maris, c'est-à-dire la voie de la côte vers la Syrie. C'est peut-être à cette occasion que le roi égyptien affronta les Scythes, peut-être en Palestine vers 622-622 AEC, comme le mentionne Hérodote,. C'est peut-être à ce moment-là que Josias devint un allié du roi égyptien : il aurait en effet envoyé des troupes au roi égyptien lors d'une campagne contre le pays de Koush. Quelques années plus tard, le roi semble avoir contracté une alliance avec l'Assyrie en voie de pleine décomposition. L'Égypte envoie en 616 AEC une armée en Syrie et prend le contrôle de la région allant de Megiddo à Karkemish sur l'Euphrate, menaçant ainsi les armées babylonniennes. Une nouvelle armée est envoyée en 610, année même du décès du roi, pour aller aider le dernier roi assyrien Assur-uballit II qui ne contrôle plus qu'un petit territoire autour d'Harran. Les armées égyptiennes sont toutefois défaites et l'espace mésopotamien sera dès lors aux mains des Babyloniens et des Mèdes.
Concernant le royaume de Koush, il semble que les relations s'étaient dégradées à un moment donné pendant la seconde moitié du règne. En effet, quelques indices tendent à montrer qu'une campagne fut menée. Ainsi, une stèle privée trouvée à Edfou indique qu'une campagne en Basse-Nubie (pays de Ouaouat) a été menée par un roi Psammétique qui est très probablement Psammétique Ier. De plus, le général Djedptahiouefânkh prétend avoir mené des contingents asiatiques dans une lutte face à des ennemis généralement identifiés comme originaire du sud. Enfin, des documents tardifs indiquent que le roi Josias a envoyé des contingents à Pharaon. On peut noter également qu'Hérodote indique que c'est Psammétique qui installa une garnison d'Araméens et de Juifs à Éléphantine pour verrouiller la frontière sud, malgré le fait que cette garnison n'est attestée qu'à partir du règne d'Apriès.

### Ouverture au monde grec
Psammétique joua un grand rôle dans l'ouverture de l'Égypte à la culture grecque, rôle dont les auteurs grecs ont eu conscience. En effet, il est le premier à avoir fait appel à des mercenaires égéens (Lydiens, Cariens et Ioniens), et ce, dès le début de son règne. Cette politique de faire appel à des mercenaires égéens est peut-être dû à une méfiance envers les troupes d'origine libyenne (les Mâchaouach) dont la fidélité restait incertaine. Toujours est-il que cette politique sera poursuivie par ses successeurs, ce qui jouera par ailleurs des tours à son arrière-petit-fils Apriès, que l'armée remplaça par son général et qui devint le roi Ahmôsis II. Si certaines troupes des armées égyptiennes étaient toujours constituées uniquement de Libyens, comme celles postées à la pointe occidentale du delta, d'autres uniquement constituées d'Égéens sont installées sur la branche pélusiaque du Nil, en aval de Bubastis.
L'autre facette de l'ouverture au monde grec est le commerce. En effet, Naucratis n'a pas été fondé par Ahmôsis II, contrairement à ce que pensait Hérodote, mais existait déjà pendant la Troisième Période intermédiaire. De plus, les traces d'occupation par des populations grecques commencent à être dicernés dès la seconde moitié du VIIe siècle AEC, c'éest-à-dire la seconde moitié du règne. Il est possible que les premiers Grecs installés dans la cité étaient des mercenaires Ioniens de Milet ou des Cariens. Si le rôle d'emporion de la cité ne date peut-être pas du roi Psammétique Ier, c'est en tout cas sa politique ayant fait immigrer un certain nombre de Grecs qui créera ces emporions que sont entre autres les villes de Naucratis et de Thônis.

### Œuvre architecturale

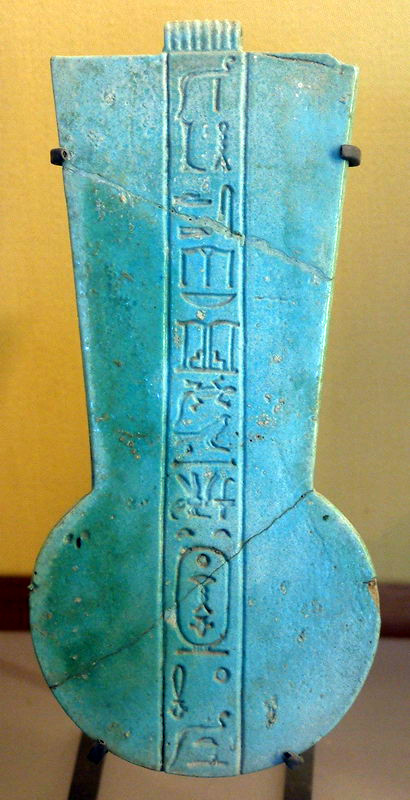
Amulette en forme de contrepoids de collier commémorant la fête-Sed de Psammétique Ier. Musée du Louvre.

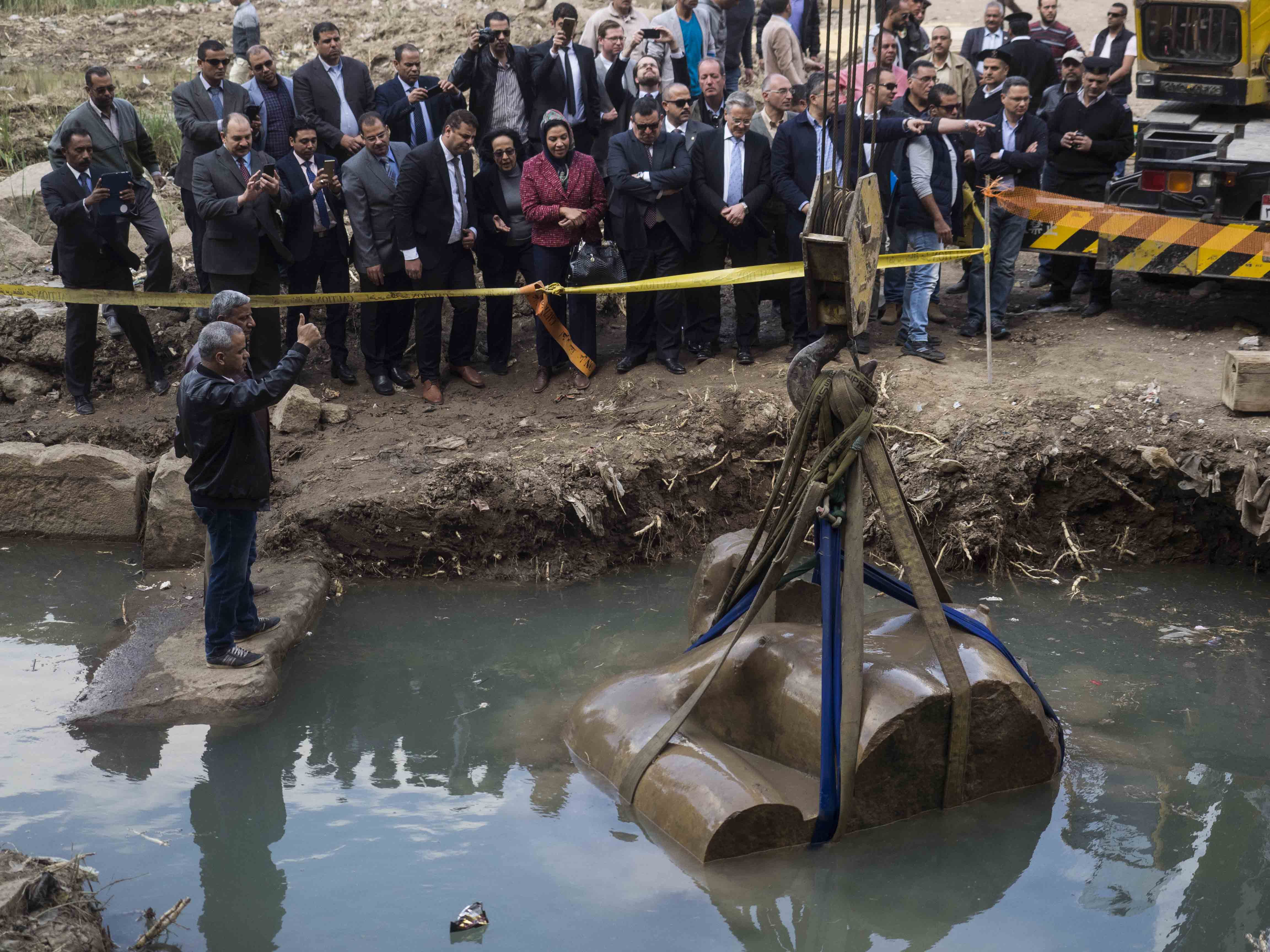
Le torse de la statue du roi découverte à Héliopolis.

Le roi semble avoir été surtout actif dans le nord du pays. Sa capitale, Saïs, a été l'objet de toutes les attentions du roi qui a agrandi le temple dédié à la déesse Neith et y a fait construire sa propre tombe. Une stèle de donation de l'an 11 montre également que le roi a doté généreusement le temple de la déesse. Toutefois, l'état de délabrement avancé de la ville ne permet que difficilement de mesurer l'ampleur des réalisations du roi dans cette ville. Le roi a également été actif à Tanis où il a érigé un kiosque à colonnes et un petit temple secondaire. À Tell el-Balamoun, des aménagements dans le téménos sont attribuables au début de la XXVIe dynastie et un petit temple comporte des dépôts de fondation au nom du roi. À Mendès, une stèle de donation au nom du roi a été découvert, indiquant peut-être une activité royale plus importante dans cette ville dont il ne reste que peu de choses. Des éléments architecturaux au nom du roi ont également été découverts à Hermopolis Parva, Busiris et Pharbaethos.
À Memphis, le roi a été actif dans le temple de Ptah et la maison du taureau Apis selon Hérodote, particulièrement avec l'érection de la porte sud de l'enceinte de Ptah. Toutefois, la seule trace du roi dans la ville est une statue de Ptah. En revanche, le roi est mieux attesté du côté du Sérapéum, où le roi s'était investi. Sous son règne eut lieu l'enterrement d'un taureau Apis en l'an 21, dans les « petits souterrains », puis en l'an 52 dans les « grands souterrains », dont il est l'inaugurateur. Il semble en effet que les « petits souterrains » se soient effondrés sous son règne et qu'il procéda au creusement des « grands souterrains » qui furent utilisés jusqu'à l'époque ptolémaïque.
Le roi a également été actif à Héliopolis, dont certaines traces de ses activités ont été retrouvées à Alexandrie (la ville a en effet été partiellement dégarnie au profit de la nouvelle capitale des Lagides). Il convient de noter deux éléments : premièrement une série de murs-bahuts dont le décor évoque les offrandes aux dieux de la ville ; deuxièmement, une statue colossale de plus de 6 mètres de Psammétique lui-même ornait l'avant du temple d'Atoum-Rê. Faite en quartzite, la statue découverte le 9 mars 2017 est aujourd'hui fragmentaire, avec le buste, le bas de la tête et la couronne immergés dans le sous-sol boueux. L'identification au roi Psammétique Ier est due à la mention d'un des noms du pharaon à la base de la statue,,,, La tête et le torse ont été transférés au Grand Musée égyptien.
Hors du Delta, les traces du roi sont plus minces. À El Kab, le roi fait reconstruire le temple de la déesse Nekhbet et décorer ses cryptes, œuvre plus tard usurpée par Ahmôsis II. Des éléments architecturaux montrent qu'il a également été actif à Abydos, Coptos, Athribis, Esna, Edfou et Éléphantine. Quant à Thèbes, c'est surtout sa fille Nitocris Ire qui est attestée, notamment par des chapelles à Karnak dédiées respectivement à Osiris Nebânkh-Dihabsed et Osiris Padedânkh. Cependant, le roi est lui aussi attesté par de nombreux blocs épars aujourd'hui conservés dans les réserves de Karnak, qui montrent une certaine activité dans les temples, dont le réaménagement des magasins d'offrandes au sud du lac sacré d'Amon. Un torse de statue et un sphinx provenant de la cachette de la cour du VIIe pylône sont tout ce qu'il reste de la statuaire royale du règne.

### Fin du règne
Le roi est décédé après cinquante-quatre ans de règne, vers 610 AEC. Selon un texte démotique, le jour de la mort du roi aurait été marqué par une éclipse, ce qui permettrait de dater plus précisément ce jour au 22 mars 610 AEC. Certains ont émis l'hypothèse, sans preuve aucune, que le roi serait mort à l'étranger, lors de sa dernière campagne en Syrie. En 610 AEC, c'est donc son fils Nékao II qui lui succède.
Le roi est enterré dans la tombe qu'il s'était faite construire dans l'enceinte du temple de Neith à Saïs, en avant du temple proprement dit. Rien ne subsiste de la tombe elle-même, mais quelques ouchebtis parvenus dans les collections occidentales ont été attribués au roi, bien que ces attributions soit sujettes à débat.